# Dysonans podecyzyjny
Dysonans podecyzyjny – szczególna postać dysonansu poznawczego. Przed podjęciem ważnej decyzji większość ludzi stara się myśleć jak najbardziej racjonalnie: zbiera informacje na temat dostępnych opcji, rozważa za i przeciw każdej ewentualnej decyzji itd. 
Po podjęciu decyzji pojawia się zwykle dysonans poznawczy, w tym wypadku przyjmujący postać wątpliwości co do tego, czy podjęta decyzja jest słuszna. Dzieje się tak, bowiem zawsze wybrana opcja ma swoje minusy, a odrzucona swoje plusy. Stąd dysonans.
W związku z tym po podjęciu decyzji (zwłaszcza gdy jest ona nieodwracalna) ludzie nie są już zainteresowani racjonalną oceną podjętej przez siebie decyzji, ale raczej tym, aby wyglądała ona na racjonalną w ich własnych oczach. Dlatego starają się „zagłuszyć” wszelkie swoje wątpliwości, podkreślając zalety opcji, którą wybrali, i minimalizując jej wady. Jednocześnie podkreślają wady odrzuconej możliwości i minimalizują jej zalety. Wygląda to tak, jakby sami siebie chcieli przekonać, że podjęta decyzja jest słuszna. Motywem takiej deformacji poznawczej jest pragnienie pozbycia się dysonansu podecyzyjnego (czytaj: wątpliwości co do tego, że podjęta decyzja jest najwłaściwsza z możliwych).